# Бранко Радивојевић
Бранко Радивојевић (слч. Branko Radivojevič) је словачки хокејаш српског порекла. Тренутно игра у КХЛ лиги у дресу клуба Атлант из Московске области. Игра на позицији десног крила.
Године 1999. је на НХЛ драфту изабран као 93 пик од стране Колорада. Са хокејашком репрезентацијом Словачке освојио је бронзану медаљу на Светском првенству 2003. у Хелсинкију.

## Биографија
Играчку каријеру започео је у Дукли из Тренчина, где је играо у јуниорском тиму од 1995. до 1998. године. Након тога је прешао у омладински тим Белевил Булса у хокејашкој лиги Онтарија (Канада). Године 1999. је на НХЛ драфту изабран као 93 пик од стране Колорада. Први професионални уговор потписао је 19. јуна 2001. са НХЛ екипом Финикса у којој је играо наредне три сезоне. У оквиру НХЛ лиге наступао је још и за екипе Филаделфије и Минесоте. Укупно је у НХЛ лиги у периоду од 2001. до 2008. одиграо 393 утакмице и скупио 120 поена (52 гола и 68 асистенција).
У сезони 2001/02 играо је у АХЛ лиги за екипу Спрингфилд Фалконса, док је током лок-аута у сезони 2004/05 кратко наступао и за чешки Всетин и шведски Лулео.
У сезони 2008/09 вратио се у Европу и потписао уговор са КХЛ тимом Спартак из Москве. Од августа 2011. игра за такође КХЛ тим Атланта из Московске области.
Наступао је и за репрезентацију Словачке на великим светским такмичењима. Највећи успех у националном тиму остварио је 2003. на светском првенству у Хелсинкију када је Словачка освојила бронзану медаљу. Такође је играо и на светским првенствима 2007. и 2009. године, затим на Светском купу 2004. те на Олимпијским играма 2010. у Ванкуверу.

## Статистика
Клупска каријера
| 1998/99    | Белевил булси        | ОХЛ        | 68  | 20 | 38 | 58  | 61  | 21 | 7 | 17 | 24 | 18 |
| 1999/00    | Белевил булси        | ОХЛ        | 59  | 23 | 49 | 72  | 86  | 16 | 5 | 8  | 13 | 32 |
| 2000/01    | Белевил булси        | ОХЛ        | 61  | 34 | 70 | 104 | 77  | 10 | 6 | 10 | 16 | 18 |
| 2001/02    | Спрингфилд фалконси  | АХЛ        | 62  | 18 | 21 | 39  | 64  | —  | — | —  | —  | —  |
| 2001/02    | Финикс којотси       | НХЛ        | 18  | 4  | 2  | 6   | 4   | 1  | 0 | 0  | 0  | 2  |
| 2002/03    | Финикс којотси       | НХЛ        | 79  | 12 | 15 | 27  | 63  | —  | — | —  | —  | —  |
| 2003/04    | Финикс којотси       | НХЛ        | 53  | 9  | 14 | 23  | 36  | —  | — | —  | —  | —  |
| 2003/04    | Филаделфија флајерси | НХЛ        | 24  | 1  | 8  | 9   | 36  | 18 | 1 | 1  | 2  | 32 |
| 2004–05    | ХК Всетин            | ЧЕШ        | 31  | 7  | 11 | 18  | 114 | —  | — | —  | —  | —  |
| 2004/05    | Лулео                | ШВЕ        | 10  | 6  | 4  | 11  | 8   | 4  | 0 | 0  | 0  | 44 |
| 2005/06    | Филаделфија флајерси | НХЛ        | 64  | 8  | 6  | 14  | 44  | 5  | 1 | 0  | 1  | 0  |
| 2006/07    | Минесота вајлдси     | НХЛ        | 82  | 11 | 13 | 24  | 21  | 5  | 0 | 0  | 0  | 2  |
| 2007/08    | Минесота вајлдси     | НХЛ        | 73  | 7  | 10 | 17  | 48  | 2  | 0 | 0  | 0  | 0  |
| 2008/09    | Спартак М            | КХЛ        | 49  | 17 | 28 | 45  | 86  | 6  | 2 | 1  | 3  | 6  |
| 2009/10    | Спартак М            | КХЛ        | 56  | 18 | 36 | 54  | 115 | 9  | 0 | 4  | 4  | 33 |
| 2010/11    | Спартак М            | КХЛ        | 54  | 7  | 23 | 30  | 51  | 4  | 2 | 3  | 5  | 2  |
| НХЛ укупно | НХЛ укупно           | НХЛ укупно | 393 | 52 | 68 | 120 | 252 | 31 | 2 | 1  | 3  | 36 |
| КХЛ укупно | КХЛ укупно           | КХЛ укупно | 159 | 42 | 87 | 129 | 252 | 19 | 4 | 8  | 12 | 41 |

Репрезентација
| Година         | Репрезентација | Такмичење      | Ут. | Г | А | Бод. | Искљ. |
| -------------- | -------------- | -------------- | --- | - | - | ---- | ----- |
| 2000.          | Словачка       | СПЈ            | 7   | 0 | 0 | 0    | 4     |
| 2003.          | Словачка       | СП             | 9   | 2 | 1 | 3    | 8     |
| 2004.          | Словачка       | СК             | 4   | 0 | 1 | 1    | 2     |
| 2007.          | Словачка       | СП             | 7   | 2 | 1 | 3    | 6     |
| 2009.          | Словачка       | СП             | 6   | 0 | 1 | 1    | 4     |
| 2010.          | Словачка       | ОИ             | 7   | 0 | 0 | 0    | 6     |
| укупно јуниори | укупно јуниори | укупно јуниори | 7   | 0 | 0 | 0    | 4     |
| Укупно сениори | Укупно сениори | Укупно сениори | 33  | 4 | 4 | 8    | 26    |